# Fischgesundheitsdienst
Als Fischgesundheitsdienst agieren in Deutschland unterschiedliche Einrichtungen auf der Ebene der Bundesländer, um die Fischzucht und Teichwirtschaft sowie auch die Angelfischerei und vereinzelt die Aquaristik tiermedizinisch zu unterstützen.
Die Organisationsform ist in den Bundesländern unterschiedlich. In den meisten Ländern sind die Fischgesundheitsdienste Abteilungen der Landesuntersuchungsämter. In Bayern ist er in den staatlich und solidarisch bezuschussten Tiergesundheitsdienst Bayern e. V. inkorporiert. In Niedersachsen firmierte er lange als „Staatlicher Fischseuchenbekämpfungsdienst“. In allen Bundesländern arbeiten bei den Fischgesundheitsdiensten bevorzugt Fachtierärzte für Fische. Durch die Einbeziehung der Fische in das Seuchenrecht auf EU-Ebene wuchs den Fischgesundheitsdiensten zunehmend eine Rolle bei der Untersuchung auf Tierseuchen und der Vorarbeit zur Zertifizierung eines seuchenfreien Status für Betriebe und Gebiete zu.
In der DDR war der Fischgesundheitsdienst als Einrichtung an allen volkseigenen Fischzuchtbetrieben und Genossenschaften angesiedelt und hatte im Wesentlichen die Aufgabe, die Produktion durch regelmäßige Fisch- und Wasseruntersuchungen zu begleiten und bei Problemen entsprechende Maßnahmen einzuleiten.
Die Funktion des Fischgesundheitsdienstes in Canada erfüllt die Canadian Food Inspection Agency (CFIA). Diese Behörde beschäftigt sich mit Vorgaben zum Nahrungsmittel Fisch und deren Überwachung.